# Turner Classic Movies
Turner Classic Movies (TCM) est une chaîne de télévision américaine spécialisée dans la diffusion de films des catalogues MGM, Warner Brothers, RKO Pictures & United Artists.
Il existe des déclinaisons locales de TCM en France (TCM Cinéma), Australie, Allemagne, Espagne, Asie, Pologne, Irlande, en Amérique latine et au Royaume-Uni.
Le catalogue de TCM s'étend sur de nombreuses décennies du cinéma et inclut des milliers de longs-métrages. Bien que la majorité des films présentés sur TCM date des années 1930 à 1960, TCM présente ponctuellement certaines productions contemporaines des années 1970 à 2005, ainsi que des films muets du début du siècle.

## Histoire

Logo utilisé de 2013 à 2021

TCM a été créée le 14 avril 1994 par le groupe audiovisuel Turner Broadcasting System fondé par Ted Turner. En 1996, Turner Broadcasting System est racheté par Warner Bros..
Les films sont diffusés sans interruption publicitaire, en version originale intégrale et sans procédé de colorisation, dans leur format d'image original. Les films sont également sous-titrés pour malentendants et disponibles en audiodescription pour les personnes mal voyantes, accessible sur une piste audio spécifique (SAP).
Le 26 novembre 2014, Disney et TCM annoncent un partenariat dans lequel TCM sponsorise la rénovation de l'attraction The Great Movie Ride du parc Disney's Hollywood Studios et en contrepartie pourra diffuser des productions Disney comme l'émission Le Monde merveilleux de Disney,,,.

## Canada
Au Canada, la chaîne a été ajoutée à la liste des services admissibles en juillet 1997. Elle est disponible chez la plupart des distributeurs par satellite, câble et IPTV. Par contre, certains films sont remplacés à l'occasion pour cause de droits de diffusion ou autres raisons.

## Identité visuelle

Ancien logo de TCM
Logo actuel depuis août 2007